# (40463) Frankkameny
(40463) Frankkameny – planetoida z pasa głównego odkryta 15 września 1999 w Calgary przez astronoma amatora Gary’ego Billingsa.
Planetoida została nazwana imieniem zmarłego w 2011 astronoma Franka L. Kameny’ego, także działacza na rzecz praw gejowskich. Kameny działał na rzecz usunięcia homoseksualizmu z list „zaburzeń osobowości”.